# Ulf-Jürgen Wagner
Ulf-Jürgen Wagner (* 18. Oktober 1944 in Meiningen; † 16. August 2021) war ein deutscher Filmschauspieler und Synchronsprecher.

## Leben
Wagner kam im Alter von vier Jahren nach Augsburg, wo er das Abitur machte. Bis zum Vorexamen studierte er dann Pharmazie und zog 1967 nach München. Dort absolvierte er eine Schauspielausbildung bei Ellen Mahlke, Adolf Ziegler und Friederike Müller. 1968 debütierte er am Deutschen Theater. Dann spielte er an den Städtischen Bühnen Augsburg und gehörte ab 1971 zum Ensemble des Niedersächsischen Landestheaters Hannover. Seit 1974 war er freischaffend.
Er ist vor allem Fans der Zeichentrickserie Die Simpsons ein Begriff, wo er der Figur des Lenny Leonard, einem Arbeitskollegen von Homer Simpson im Kernkraftwerk und dem Polizeibeamten Lou die Stimme lieh.
Weitere Tätigkeiten als Synchronsprecher waren unter anderem in Der Herr der Ringe, dem Zeichentrickfilm aus dem Jahr 1978, und in Die Chroniken von Narnia: Prinz Kaspian & Die Reise auf der Morgenröte.
Als Schauspieler wirkte er 1969 in der Theaterverfilmung Baal von Volker Schlöndorff an der Seite von Rainer Werner Fassbinder mit. Wagner trat auch in Fernsehserien wie Der Alte, Forsthaus Falkenau und Ehen vor Gericht vor die Filmkamera. Seine bekannteste Filmrolle war jene des Fritz in dem 1982 produzierten Historienfilm Die weiße Rose.
Ulf-Jürgen Wagner starb 2021 im Alter von 76 Jahren.

## Synchronrollen (Auswahl)

### Filme
- 1977: Miguel Bosé als Willy Preston in Der Mann aus Virginia
- 1987: Richard Masur als Marty Wertheimer in Das Ritual
- 1988: Richard Masur als Norman in Mörderischer Vorsprung
- 1989: Dominic Barto als Mann in Django – Der Tag der Abrechnung
- 1992: Donald Trump/Chris Columbus als Donald Trump/Vater im Spielzeugladen in Kevin – Allein in New York
- 2007: Hank Azaria als Lou in Die Simpsons – Der Film
- 2007: Harry Shearer als Lenny in Die Simpsons – Der Film

### Serien
- 1988: Bruce Campbell als Joel Benson in Unter der Sonne Kaliforniens
- 1994: Ed Gilbert/Jack Angel als Thrust/Smokescreen in Transformers: Generation 2
- seit 1994: Harry Shearer als Lenny in Die Simpsons
- 1995: Hank Azaria als Doug (Nerd) in Die Simpsons
- 1997: Paul Calderón als Pfleger Rodriguez in Law & Order